# Locking (plaats)
Locking is een civil parish in het bestuurlijke gebied North Somerset, in het Engelse graafschap Somerset met 2756 inwoners.